# デスザウラー
デスザウラー（DEATH SAURER）は、トミー（現・タカラトミー）より発売された『ゾイド』シリーズに登場する架空の兵器である。

## 概要
『ゾイド』シリーズにおいては第1期シリーズ（1983～1990年）から登場。第2期シリーズ（1999～2006年）以降も各種メディアミックスで登場した。媒体ごとに異なる設定を持つ。
『ゾイドバトルストーリー』においてジオラマの製作を行ったスフィウスLABの堀井敏之は自身のTwitterにおいて、デスザウラーのデザインに第1期ゾイドシリーズのチーフデザイナーであった藤野凡平が関わっていたことと、自身が荷電粒子砲の設定製作を行った旨のコメントをしている。

## 設定解説
| デスザウラー DEATH SAURER | デスザウラー DEATH SAURER |
| ------------------------- | --- |
| 番号                      | EPZ-06（ゼネバス帝国 暗黒軍（ガイロス帝国）） EZ-021（ガイロス帝国 ネオゼネバス帝国） |
| ロールアウト              | ZAC2044年 |
| 所属                      | ゼネバス帝国 ガイロス帝国軍・武器開発局(ZAC2099年～ZAC2100年秋、ZAC2101年夏時点)→強襲戦闘隊(ZAC2101年夏～ZAC2102年初頭時点) ネオゼネバス帝国軍・強襲戦闘隊 |
| 分類                      | 恐竜型 ティラノサウルス型 |
| 全長                      | 32.4m |
| 全高                      | 21.0m |
| 全幅                      | 11.5m |
| 重量                      | 400t |
| 最高速度                  | 90km/h |
| 乗員人数                  | 2名 |
| 主な搭乗者                | トビー・ダンカン（バトルストーリー） フェア・ディーンスト（ZBCG） ジョセフ（ストラグル） ガイツ少将（フルメタルクラッシュ） ガルド（ゾイドインフィニティ） フランツ・ハルトマン(ゾイドバトルコミック) |
| 設計者                    | ドン・ホバート博士 |
| ZEP                       | :攻撃力68 :防御力52 :総合力120 |
| 武装・装備（旧）          | 荷電粒子砲 電磁クロウ×2 放熱ラジエーター レーザービーム砲 連装ビーム砲座 接近戦用ビーム砲×4 ミサイルランチャー 加重力衝撃テイル 荷電粒子インテークファン 赤外線レーザーサーチャー |
| 武装（新）                | 大口径荷電粒子ビーム砲 荷電粒子強制吸入ファン 高精度赤外線レーザーサーチャー ハイパーキラーバイトファング 加重力衝撃テイル ハイパーキラークロー×2 小口径対地レーザー機銃×2 AEZ20mmビームガン×2 TEZ20mmリニアレーザーガン×2 小口径レーザー機銃 16連装ミサイルランチャー 地対地ミサイルポッド 赤外線レーザーサーチャー 複合センサーユニット |

『ゾイドバトルストーリー』におけるデスザウラー
中央大陸戦争時に、ゼネバス帝国が国力の全てを傾けて開発した最強の恐竜型ゾイド。設計はドン・ホバート博士が担当。惑星Ziの食物連鎖の頂点に立つと言われるティラノサウルス型ゾイドの亜種をベースとしている。開発そのものはゼネバスの中央大陸脱出前から行われていたが、完成直前でウラニスク工業地帯の地下施設へと隠匿されていた。「死を呼ぶ恐竜」の異名を持ち、ロールアウトされた際はヘリック共和国側から両軍軍事バランスを一気に帝国側優勢に傾けたほどの圧倒的戦闘力を誇った。
当時のいかなるゾイドの火砲や攻撃も弾き返す超重装甲を持ち、全身に装備した重火器で粉砕する。また、ハイパーキラークローや加重力衝撃テイルといった各種兵装なども駆使し、当時のあらゆる共和国ゾイドを一撃で破壊する威力を誇った。
数少ない弱点は内部メカニズムに直結し、装甲の薄い背部吸入ファン部や口腔内、装甲関節の隙間など。口腔内の耐久力も装甲部と比して薄く、ビームガトリングガンで貫通することができる。
多くの超巨大ゾイドと同様に、惑星Zi大異変によって絶滅状態となってしまうが、ZAC2099年から開戦した第二次大陸間戦争においてガイロス帝国が古代文明の遺産オーガノイドシステム（OS）を用いての復活計画を進め、暗黒大陸での決戦が行われたZAC2101年には完全復活を果たし、共和国軍を迎え撃った。中央大陸戦争時代においては反荷電粒子シールドを持つマッドサンダーに対し圧倒的に劣勢を強いられていたが、復活したデスザウラーはOS採用で操縦性などに問題点がありながらも出力の向上により荷電粒子砲もパワーアップしており、逆にマッドサンダーには弱体化があったことからその戦力は互角となった。そのため、無敵とは言えないまでも、強力なゾイドの一角として位置付けられている。
アニメ『ゾイド-ZOIDS-』におけるデスザウラー
作中から遥か過去に古代ゾイド人が度重なる戦争を終結させるために開発したゾイド。詳細は#デスザウラー（オリジナル）、#デスザウラーPrSを参照。
漫画『機獣新世紀ZOIDS』におけるデスザウラー
「D（ディー）」という呼称で存在が示唆されているが、本編中では登場せずシルエットのみに留まっている。ゾイドイヴと深い関りを持つゾイドとされ、プロイツェンによって復活が画策されていた。同作の作者である上山道郎によれば、D（ディー）=デスザウラーはラスボスとして予定されていたものだとされている。
『ZOIDS concept art』におけるデスザウラー
地球からの入植船Zoic-Noaから生み出されたゾイドとして登場。ゾイドコアを持たない特徴を有する。ギル・ベイダーやゼログライジスとともに惑星ゾイドにおける「無敵生命体」と分類されるゾイドとされる。

### 武装・装備
（旧）は中央大陸戦争～第一次大陸間戦争（シリーズ第1期）時の呼称、（新）は第二次大陸間戦争（第2期）の呼称。
荷電粒子砲（旧） / 大口径荷電粒子ビーム砲（新）
口腔内に装備された、デスザウラー最大の武器。背部オーロラインテークファン（荷電粒子強制吸入ファン）から取り込まれた荷電粒子を、首に内蔵されているシンクロトロンジェネレータで光速まで加速させ粒子ビーム砲として発射する。他の荷電粒子砲搭載機とは桁違いのエネルギー量を誇り、対象物を原子レベルで分解するこの攻撃は物理的な装甲では防御不可能とされ、巨大ゾイドをも蒸発させる威力を持つ。ただし、エネルギー消費量が激しく連射は不可能で、2、3回までの発射が限度となる。
発砲時は頭部周辺が発光する現象を引き起こす。
荷電粒子インテークファン（旧） / 荷電粒子強制吸入ファン（新）
オーロラインテークファンとも呼称される、高速回転し空気中の荷電粒子を吸入、荷電粒子砲発射時のシンクロトロンジェネレーターへのエネルギー供給を行う装置。
腹部にはエネルギー貯蔵タンクがあり、余剰分の荷電粒子は蓄えられ、次弾発射時の補充に充てられる。
この部位を破壊された場合、荷電粒子砲の発射が不可能になるばかりか機体のエネルギーもダウンするため、周辺部に各種ビーム砲4門と16連装ミサイルランチャーを装備し防衛する措置を取っている。
放熱ラジエーター
頭部の頬に装備される。荷電粒子砲発射時の放熱用
赤外線レーザーサーチャー（旧） / 高精度赤外線レーザーサーチャー(新)
頭部に設置される。
ハイパーキラーバイトファング（新）
デスザウラーの牙部。
加重力衝撃テイル
デスザウラーの尾部。付け根には駆動用の補助エンジンが内蔵されており、ゴジュラス級ゾイドを一撃で倒す威力を発揮する。
電磁クロウ（旧） / ハイパーキラークロー（新）
パワーハンドとも呼称される、中型ゾイドを一撃で破壊可能なほか、高周電磁波により敵ゾイドの内部メカを破壊可能としている。また、頭部火器との併用で地面を掘り進むことも可能。
第2期シリーズではハイパーキラークロ―と呼称が変更されるが、こちらも電磁爪となっている。
連装ビーム砲座（旧） / 小口径対地レーザー機銃（新）
腹部に装備される。砲手が搭乗できる銃座。
レーザービーム砲（旧） / AEZ20mmビームガン（新）
頭部と背部に1基ずつ装備される。レッドホーンからの帝国ゾイド共通装備の一つ。
接近戦用の火器として機能し、岩などの障害物を破壊することも可能。加えて、荷電粒子砲発射時の照準ビームを兼ねる。
接近戦用ビーム砲（旧） / TEZ20mmリニアレーザーガン（新）
背部に2基装備される。レッドホーンからの帝国ゾイド共通装備の一つ。
接近戦用ビーム砲（旧） / 小口径レーザー機銃（新）
背部に1基装備される。外形はレッドホーンからの帝国ゾイド共通装備の一つである「高圧濃硫酸噴射砲」と同一だが、本機ではレーザー機銃として扱われている。
ミサイルランチャー（旧） / 16連装ミサイルランチャー（新）
多数のミサイルを同時発射可能であり、小規模の基地ならば破壊する威力を持つ。
全天候自己誘導ミサイルランチャー（旧） / 地対地ミサイルポッド（新）
右腕部に装備される。レッドホーンからの帝国ゾイド共通装備の一つ。
レーダーで捕捉した敵機を自動追尾するミサイル。
大型赤外線・レーザーサーチライト（旧） / 赤外線レーザーサーチャー（新）
尾部先端に装備される。レッドホーンからの帝国ゾイド共通装備の一つ。
全天候3Dレーダー（旧） / 複合センサーユニット（新）
左腕部に装備される。レッドホーンからの帝国ゾイド共通装備の一つ。

## キット
単二電池2本で動き、電池は腹部に収まる。型流用のグレートサーベルやゴーレムを除けば、ゼネバス帝国最後のモーター駆動ゾイドでもある。
スイッチは背部の尾の付け根にありスイッチを入れると両手を上下に振り、口を開閉し、尾を振りながら歩く。その際、口と目が発光し、一定時間が経つと点滅する。動力用と発光用の電池とスイッチが揃って共有化されたのはシリーズでは本機が初。
背部のファンも歩行時に回転させるが、これは輪ゴムでモーターと連動している。輪ゴムは経年劣化で千切れてしまうため、時々機体を解体して、新しい輪ゴムに変えなければならない（市販の輪ゴムが使える）。
手動ギミックは各種武装の旋回、頭部装甲ハッチ、腹部ハッチ、腰のミサイルポッド用装甲の開閉。
テレビアニメやゲームでは、本来の設定を無視した巨大な姿で描かれることが多いが、設定上の全高はゴジュラスと同じ。しかし、全長設定やボリュームなどに加え、商品ではゴジュラスよりも全体的に一回り大きくなっている。
コトブキヤからは2011年にD-STYLEでアニメベースにしたデフォルメされた組み立て可動モデルのデスザウラーが登場、翌2012年に後述するブラッディデスザウラーも発売された。
EPZ-06 デスザウラー
1987年9月発売。カラーリングは銀、茶色寄りの黒、明るめの赤。キャップの色は緑。キャノピーはクリア―ブラウン。当時の広告では尻尾の腹部分の色がグレーのものも掲載されていた。
EZ-021 デスザウラー
1999年11月発売。キャップの色はグレー。キャノピーは暗めのクリア―ブルー。銀や赤も暗い色調に変更され、黒い装甲も純黒で艶の無い物になった（この形成色変更はRCZ版ギルベイダーにも見られる）。ただし、目の発行部分は他のゼネバスゾイドが緑になったのに対し、赤いままである。
ブラッディデスザウラー
2002年9月発売。「トイズドリームプロジェクト」限定商品。
AZ-07 デスザウラー
2024年11月発売。リアルさとアニメの再現性に近づけるためスタイリングを恐竜のように変更している。ギュンター・プロイツェンのフィギュア（ともに座り・立ち状態）と一般兵士のパイロットフィギュア2体が付属。

## 作中での活躍

### バトルストーリー
『ゾイドバトルストーリー』（小学館）
『ゾイドバトルストーリー2』から登場する。同巻の収録コミック『トップ・ハンター』においてはゼネバス帝国における本採用までの過程が描かれ、トビー・ダンカン少尉がテストパイロットを務めている。コンペティション段階でデスザウラーは既にトップクラスの戦闘力を持っていたが、機動力の遅さから制式化が危ぶまれた。後にトビー・ダンカンによって高速移動戦法が編み出され、この問題はクリアされた。競合機であるデスバード、デスドラゴンと模擬戦の末、制式化の選定を勝ち取る。同巻本編のストーリーでは、ZAC2043年はヨハン・エリクソン大佐が率いるシールドライガー、コマンドウルフからなる高速部隊によってデスザウラーの存在が察知され、搬入されていた研究所に同部隊が襲撃。デスザウラーはトビー・ダンカン少尉の手によりスケルトンと合流するため脱出し、研究所は機密保持のために自爆している。
『ゾイドバトルストーリー3』においては、ZAC2045年3月に共和国軍によって捕獲作戦が敢行。同作戦に参加していたサラマンダーが予定よりもデスザウラーと早く遭遇したことから失敗し、迎撃している。同年6月にはヘリック大統領の捕獲を踏まえたフランツ・ハルトマンによる共和国潜入作戦に用いられる。囮となった機体は腹部にロードスキッパーを隠匿した状態で共和国部隊と交戦し、サラマンダーによる吸入ファン破壊と、コマンドウルフによるコクピットへの催眠ガスが行われたことにより、ヘリック大統領が潜伏する共和国基地へと搬送される。そこでハルトマンは収納していたロードスキッパーを持ち出しヘリック大統領を連れ去るが、直後に親衛隊員ローザに阻まれ、作戦は失敗。囮に使われたデスザウラーは自爆装置によって処理された。
同年7月にはゲルマンジー半島～ディエップ近隣の戦いに参戦。ゲルマンジー上陸を狙う共和国軍の手により、対岸のディエップへと陽動され、囮部隊のゴジュラスMk-II量産型とウルトラザウルスを撃破する。デスザウラー側は直後に囮作戦に気付き、ゲルマンジーを目指し海洋へ進行したものの、直前のウルトラザウルスとの戦いによって吸入ファンが破壊されていたためにパワーダウンを起こし、洋上に待ち構えていた複数機のウルトラザウルスに撃破されている。
ZAC2046年3月には中央山脈に聳える帝国軍山岳基地における戦いに参加。共和国の強襲に遭った帝国軍の救援として駆け付けるが、寒冷地仕様に改造されたマンモスの冷凍砲を受け、機能不全に陥っている。
『新ゾイドバトルストーリー』では、ZAC2048年に対デスザウラー用に開発されたマッドサンダーが登場したことで、その無敵時代は幕を閉じる。その後はゼネバス帝国が暗黒軍（ガイロス帝国）に吸収された後も様々な改造機が登場している。
『ゾイド公式ファンブック』（小学館）
『ゾイド公式ファンブック』1巻のストーリーでは、ZAC2099年の西方大陸戦争時に行われた、ガイロス帝国によるオーガノイドシステムを用いた復活計画によって再登場する。戦争勃発時点でこの機体を凌駕するゾイドが不在であったこともあり、戦局を左右する重大な計画として極秘裏に進められる。最初期に行われた実験はオリンポス山頂にある古代遺跡の蘇生装置を用いられた。同年10月にはそこへ幾多の困難を乗り越えたハルフォード中佐率いる共和国高速部隊の攻撃が行われる。この戦いでは実験体デスザウラーがゾイドコアの自己防衛本能によって暴走した結果、帝国・共和国両部隊は全滅に等しい損害を受けたが、荷電粒子砲を不完全な状態で発射した副作用によるエネルギー逆流で自己崩壊を起こし、その隙を突いたハルフォード中佐のシールドライガーにより倒された。
『ゾイド公式ファンブック4』ではオーガノイドシステムの応用によって復活した機体が登場し、ZAC2101年9月には50機が国防軍に配備された。同年10月のセスリムニルの戦いにおいては、配属された機体のうち30機が前線に投入された。この際、デスザウラーはライガーゼロシュナイダーを握砕し、ゼロパンツァーを荷電粒子砲で薙ぎ払う活躍を見せるも、共和国軍がマッドサンダー20機を派遣したことから、これらとの交戦に移行する。OSによって操縦性が悪化したものの、出力が以前よりも大幅に向上し、マッドサンダーの反荷電粒子シールドと荷電粒子砲が競り合った際は吸入ファンの焼き付けによるオーバーヒートこそあったものの20秒のフルパワー連続照射での反荷電粒子シールドを打ち破れるほどのパワーアップを見せた。しかし、超重装甲を砕くマグネーザーまでは防げず、3日間の交戦の末、マッドサンダー共々全機大破、戦闘不能となった。
『ゾイドオフィシャルファンブック・エクストラ』（トミー）
『ゾイドオフィシャルファンブック・エキストラVol.4』において登場。ZAC2106年早春にはクック要塞基地攻略戦において、ネオゼネバス帝国で運用された機体が活躍した。グランチャーの奇襲によるダメージで後退中のゴジュラスギガを追撃、荷電粒子砲によって随伴していた複数のアロザウラーを一掃する。その後、生き残った1機のアロザウラーによって背部吸入ファンを攻撃された後、ゴジュラスギガの尾でファンを突き刺され撃破されている。

### てれびくん掲載ストーリー
マッドサンダーと交戦。荷電粒子砲を発射するも防がれ、そのまま肉薄されながらマグネーザーの攻撃を受ける。その直後に両機ともエネルギー切れになったことから引き分けとなった。

### 漫画
『小学三年生』誌掲載「ゾイドバトルコミック」においては、フランツ・ハルトマンとその部隊「レッドデビル」の機体として搭乗。緒戦ではケンタウロスの攻撃を受けて腕部を損傷。次の戦いでは友軍のデスザウラー複数機によってケンタウロスを包囲し、主翼を破壊するも退却を許している。その後はアイアンコングなどとともに共和国軍を襲撃し、シールドライガー・マークIIを鹵獲している。

### ゲーム
ほとんど全てのゾイド関連ゲームに登場する。ゼネバス帝国の象徴的な巨大ゾイドであり、バトルストーリーでもアニメでも最強クラスのゾイドという立ち位置であるため、ゲーム作品においても最終ボス的な扱いとなることが多い。逆に、プレイアブルキャラクターとして登場しない場合も少なくなく、プレイヤーが使える場合でも対戦プレイのみ（ストーリーモードなどでは使えない）の場合もある。アニメほど極端ではないが、「ZOIDS VS.シリーズ」や『ゾイドインフィニティ』などでは他のゾイドより巨大なゾイドとして登場する。
『ゾイド 中央大陸の戦い』ではゼネバス皇帝専用の赤いデスザウラーが登場する。
『ZOIDS2 ヘリック共和国VSガイロス帝国』の最終隠しマップでは、真の最終ボスとしてアニメ第二部のようにデススティンガーを吸収して登場し、牙もアニメのような色合いとなった。
『ZOIDS STRUGGLE』ストーリーモードでは、古代ゾイド人・ルーシェによって沈静化していたが、再び暴走。ルーシェを失い、失意にあったジョセフによって操られる。大型イオンブースターとフリーラウンドブレードを装備している改造機だが、固有名称はなし。
その他、改造機などバリエーション機体として固有の名称がついているものは後述のバリエーション節を参照。
『ZOIDS FIELD OF REBELLION』では、通常のデスザウラーとブラッディデスザウラーがNPC大型ゾイドとして実装された。

## バリエーション

### デスザウラーMk-II
| デスザウラーMk-II | デスザウラーMk-II |
| ----------------- | --- |
| 所属              | ゼネバス帝国 |
| 分類              | 恐竜型 |
| 武装              | 大口径荷電粒子ビーム砲 荷電粒子強制吸入ファン ハイパーキラーバイトファング ハイパーキラークロー 加重力衝撃テイル AEZ20mmビームガン 小口径対地レーザー機銃 地対地ミサイルポッド 赤外線レーザーサーチャー 複合センサーユニット8連装ミサイルポッド 高軌道飛行ウイング / ウイングブースター 高機動ブースター 高高度対空ミサイル / AZ対空ミサイル 連装電磁砲 / 2連装パルスレーザーガン レッドホーンビーム砲用アタッチメント 大型ビームランチャー 安定尾翼 |

「NEW改造セット〈帝国側大型メカ用〉」のパーツを使った改造型デスザウラー。「デスザウラーMK-II」という呼称が付けられた改造デスザウラーは、同改造セットの改造例・学年誌および一部のゲーム作品にそれぞれ登場しているが、装備に多少の差異がある。デスザウラーをさらに強力にした改造機とされており、中央大陸戦争時代にはアイアンコングMk-II量産型が指揮官機を務めるゼネバス帝国軍Mk-II部隊に配属された。
『NEW改造セット』の改造例では、背部の高軌道飛行ウイングと8連ミサイルポッド、左腕の連装電磁砲と高高度対空ミサイル、右腕のレッドホーンビーム砲用アタッチメント、尾部の安定尾翼などが主な追加装備である（その他にも追加火器などあり）。ゲーム『ZOIDS 共和国VS帝国 メカ生体の遺伝子』『ZOIDS2 ヘリック共和国VSガイロス帝国』に登場する「デスザウラーMk2」と『ゾイド -ZOIDS- 邪神復活!〜ジェノブレイカー編〜』に登場する「デスザウラー2」は、グラフィック・ステータス・図鑑解説などが本機に近いものとなっている。
学年誌のデスザウラーMk-IIは、背部が高軌道飛行ウイング・8連ミサイルポッド・高機動ブースターで構成され、右腕には大型ビームランチャー・左腕にはレッドホーンビーム砲用アタッチメントが装備されている。
第1期シリーズ時に発売された『ゾイド2 ゼネバスの逆襲』にも「ですざうらーMK2」と名付けられたデスザウラーが登場。グラフィックは普通の「ですざうらー」と同じ（武装強化は表現されていない）だが、作中の最終ボスとしてゲームに登場するゾイドの最高ステータスを誇るだけでなく、画面に表示されるスペック（LENGTH 32.8m・WEIGHT 420t・SPEED 100km/h）は通常のデスザウラーを上回っている。
作中の活躍
『ゼネバスの逆襲』では、ゼネバス帝国の司令官ランドのゾイドとして登場。同作と『共和国VS帝国』ではどちらもゼネバス帝国側の最終兵器的なゾイドとして最終ボスを務めている。他方、『邪神復活!』『ヘリック共和国VSガイロス帝国』ではストーリー上の登場は無い。

### ブラッディデスザウラー
| ブラッディデスザウラー BLOODY DEATH SAURER | ブラッディデスザウラー BLOODY DEATH SAURER |
| ------------------------------------------ | --- |
| 番号                                       | EZ-021 |
| 所属                                       | ガイロス帝国軍・武器開発局(ZAC2101年夏～ZAC2102年初頭) |
| 分類                                       | 恐竜型 |
| 全長                                       | 32.4m |
| 全高                                       | 21.0m |
| 重量                                       | 400t |
| 最高速度                                   | 90km/h |
| 乗員人数                                   | 2名 |
| 主な搭乗者                                 | ギュンター・プロイツェン（バトルストーリー） ズィグナー・フォイアー（タクティクス） レイカ・ヘクセ（VS.II） |
| 武装                                       | 大口径荷電粒子ビーム砲 荷電粒子強制吸入ファン 高精度赤外線レーザーサーチャー ハイパーキラーバイトファング 加重力衝撃テイル ハイパーキラークロー×2 小口径対地レーザー機銃×2 AEZ20mmビームガン×2 TEZ20mmリニアレーザーガン×2 小口径レーザー機銃 16連装ミサイルランチャー 地対地ミサイルポッド 赤外線レーザーサーチャー 複合センサーユニット |

バトルストーリーにおけるギュンター・プロイツェンの専用機で、オーガノイドシステムのゾイドコア分裂・増殖技術を利用し復活させた機体の一つ。ストーリー中で深紅のデスザウラーとも評されるほどの赤い機体で、名前と色についてプロイツェン自身が「（ガイロス帝国を）血に染める、赤き死竜」と言及している。
作中の活躍
バトルストーリー
ゾイドコアボックス付属『プロイツェンの反逆』と、その際編集版である『ゾイド公式ファンブック4』にて登場。ZAC2101年11月、ガイロス帝国首都ヴァルハラにある皇帝官邸の地下に持ち込まれ、背部に接続されたパイプを介してヴァルハラの各要所の地下に埋設されたゾイドコア（機獣化が間に合わなかったデスザウラーのコア）の崩壊・爆発を誘発する起爆装置とされていた。プロイツェンはこれでヘリック・ガイロス連合軍を道連れに壊滅させる算段をしていたが、ルドルフからの決闘の申し入れを受け入れて、セイバータイガーゴールドと対決。プロイツェンの技量と経験そしてブラッディデスザウラーの性能のいずれも優勢であるためセイバータイガーゴールドを追い詰めたが、ルドルフ救出に来たシュバルツ中佐のアイアンコングSSの攻撃で口腔内を撃ち抜かれた。致命傷を負ったプロイツェンが起爆装置を起動させ、ブラッディデスザウラーは帝都ごと自爆したが、直前にセイバータイガーゴールドが幾つかのパイプを切断していたことと、危険に感じたロブ・ハーマンが連合軍を撤退させていたことにより、連合軍は全滅を免れた。
ゲーム
*『ZOIDS VS.II』ではゼネバス帝国復興を目指すテラガイストのゾイドとして登場、ストーリーモードでレイカの乗機となる。同作中では、ブラッディデスザウラーの赤い色を「我ら（ゼネバス帝国）の血を体現する」と発言している。
*『ゾイドカードコロシアム』の第4弾および同カードゲームをベースにした『ゾイドバトルコロシアム』にも登場する。
*『ゾイドタクティクス』では、バトルストーリー編のミッション12・15などで登場。ミッション12の内容は、本来ならばブラッディデーモンが登場するエピソードだが、同機が実装されていないので事実上の代役となる。
*『ZOIDS FIELD OF REBELLION』では戦況を左右するNPC大型ゾイドとして実装され、前方を荷電粒子砲・後方を加重力衝撃テイルで攻撃する能力を持つ。通常のデスザウラーと合わせて、討伐イベントなどが行われた。

### デスザウラーPrS
| デスザウラーPrS プロイツェンデスザウラー | デスザウラーPrS プロイツェンデスザウラー |
| ---------------------------------------- | --- |
| 所属                                     | ガイロス帝国 |
| 全長                                     | 測定不能 |
| 全高                                     | 測定不能 |
| 重量                                     | 測定不能 |
| 最高速度                                 | 測定不能 |
| 武装                                     | 大口径荷電粒子ビーム砲 荷電粒子強制吸入ファン 高精度赤外線レーザーサーチャー ハイパーキラーバイトファング 加重力衝撃テイル ハイパーキラークロー×2 小口径対地レーザー機銃×2 AEZ20mmビームガン×2 TEZ20mmリニアレーザーガン×2 小口径レーザー機銃 16連装ミサイルランチャー 地対地ミサイルポッド 赤外線レーザーサーチャー 複合センサーユニット |
| 主な搭乗者                               | ギュンター・プロイツェン（ゾイド -ZOIDS-） |

アニメ『ゾイド-ZOIDS-』中盤に登場。下記のデスザウラー（オリジナル）のゾイド因子を研究所で培養しクローニングした複製品である。
デスザウラー（オリジナル）の強大な力に目を付けたガイロス帝国の摂政ギュンター・プロイツェンがガリル遺跡に封印されていたデスザウラー（オリジナル）のゾイドコアを運び出し、研究所でゾイドコアのゾイド因子を培養、さらにプロイツェン直属の部下のレイヴンに命じて、他のゾイドから抜き取ってきた大量のゾイドコアを融合させつつ、これを圧縮させて複製・復活させた。荷電粒子砲は一撃でヘリック共和国軍のシールドライガー一個中隊を消滅させる威力を持ち、背面の荷電粒子供給ファンが稼働している間は発射中の角度変更や何発でも連続で撃ち続けられ、装甲も未完成ながら通常兵器をほとんど受け付けない強固さを誇る。
呼称は「ゾイドバトルカードゲーム」カードにおいては「デスザウラーPrS」、放送当時のアニメ公式サイトではプロイツェンデスザウラーとされる。劇中ではゴジュラスが膝元に収まるほどのサイズとなっている。バトルストーリーにおける設定よりも巨大化しているが、これはアニメスタッフ側からの打診であったとされる。尾部に多弾頭追尾拡散ミサイルが増築され、首部分の装甲が左右非対称、サーボモーターの色が黒、牙の色は銀色となっている。
作中の活躍
第32話では、研究所で古代ゾイド人の生き残りであるフィーネ・エレシーヌ・リネの影響で暴走を引き起こす。その後、ギュンター・プロイツェンの戴冠式に姿を現し、デスザウラーの邪悪な意識に洗脳されたプロイツェンがデスザウラーの肩に乗り帝都ガイガロスを襲撃する。ヘリック共和国軍とガイロス帝国両軍の総攻撃の末、バン・フライハイトのブレードライガーの決死の突撃によってゾイドコアを貫かれ撃破された。
続編の『スラッシュゼロ』では、劇中で放送されたテレビ番組にて、大きくデフォルメされた姿で一瞬だけ登場した。

### デスザウラー（オリジナル）
| デスザウラー（オリジナル） | デスザウラー（オリジナル） |
| -------------------------- | -------------------------- |
| 全長                       | 測定不能                   |
| 全高                       | 測定不能                   |
| 重量                       | 測定不能                   |
| 最高速度                   | 測定不能                   |
| 主な搭乗者                 | ヒルツ（ゾイド -ZOIDS-）   |

アニメ『ゾイド-ZOIDS-』第66・67話（最終回）に登場。「破滅の魔獣」の異名を持ち、「その圧倒的な力を己のものにしたい」という野心を持って近づく者は、デスザウラーの持つ邪悪な意識に取り込まれ操られてしまう。デスザウラーPrS（プロイツェンデスザウラー）は本機をクローニングした複製品にすぎず、より巨大なボディを誇る。かつて古代ゾイド人の科学者たちが度重なる戦争を終結させるために、自分たちの持てる科学技術の粋を結集して完成させた最強のゾイド。その強大すぎる力は生みの親である古代ゾイド人までも破滅へと導く結果となり、生き残った古代ゾイド人たちは、最後の手段として全てのゾイドたちを制御する「ゾイドイヴ」を停止させた。ボディは古代都市イヴポリスに封印されていた。
ゾイドイヴの覚醒を引き金にダークカイザー（ギュンター・プロイツェン）と融合していたデスザウラー（オリジナル）のゾイドコアが、アンビエントとヒルツを取り込んだデススティンガーから分離したゾイドコアと融合し、再びボディに戻ったことで完全復活を果たした。プロイツェン同様にデスザウラーの持つ邪悪な意識に洗脳されたヒルツによって操られた。
デススティンガーのゾイドコアと融合したことで装甲はより強固となり、Eシールドも装備。唯一の弱点だった背部の荷電粒子供給ファンも、ジェノブレイカーと同じタイプの荷電粒子コンバーターへ進化している。また、自らへの攻撃に使用されたウルトラザウルスのグラビディカノンの超重力波を効果範囲ごと上空へ押し返し無効化、発生した湾曲空間へ荷電粒子砲を撃つことでビームを屈折、全方位に拡散させ惑星Zi全体を射程に収める砲撃も行った。強力なゾイドを吸収するため、胸部の装甲を展開し、ブラックホールのように周囲の物体を吸い込む能力まで備えている。
この機体呼称は放送当時のアニメ公式サイト・初登場話数表によるもの。
作中の活躍
ヒルツの手引きによって完全復活を果たし、惑星Zi全てを滅ぼさんと進撃を開始。上記の能力でグラビティカノンを無効化し、荷電粒子砲によってウルトラザウルスを中破させた。
最後はレイヴンのジェノブレイカーの荷電粒子砲の連続照射によりEシールドを無効化される。そして破壊され剥き出しになった胸部に、グラビティカノンから発射されたバンのブレードライガーを撃ち込まれ、ヒルツとアンビエント諸共ゾイドコアを貫かれ撃破された。その後は崩壊する古代都市と共に地中へ沈んだ。

### デスザウラー高機動実験機
| デスザウラー高機動実験機 | デスザウラー高機動実験機 |
| ------------------------ | --- |
| 所属                     | ゼネバス帝国 |
| 分類                     | 恐竜型 |
| 主な搭乗者               | トビー・ダンカン |
| 武装・装備               | 荷電粒子砲 パワーハンド / 電磁クロウ ブースターパック / 高機動用ブースター、メインブースター レーザービーム砲 ミサイルポッド 後部ミサイルポッド 連装ビーム砲 / 連装ビーム砲座 加重力衝撃テイル エネルギー伝達パイプ 荷電粒子集中針 連装電磁砲 |

『ゾイドバトルストーリー2』および『EPZ-06 デスザウラー』パッケージに登場するバリエーション。バトルストーリー2巻でトビー・ダンカン少尉が乗り込んだ機体。ノーマルからの変更点は背部に連装電磁砲を取りつけたコング用マニューバースラスターの搭載、頭部に荷電粒子集中針の設置、腹部に4連ビーム砲塔、首に二門の高圧濃硫酸噴射砲の装備、パワーハンドにアイアンコングの手甲の装着。後のノーマル機よりも装備が増強されている。媒体で設定に差異があり、バトルストーリー2巻掲載時ではエネルギーの消費の観点から荷電粒子砲の連射は出来ないとされるものの、キットパッケージではバックパックからのエネルギー供給により連射可能、ただし機体の稼働時間は短いとされている。
トビー・ダンカン少尉が操縦した一機のみが製造されたとされる。機体カラーはキットパッケージ掲載時には艶消し黒とライトグレー、イエローでカラー指定されたものとなっているが、バトルストーリー掲載時のものはノーマルのデスザウラーと同様となっている。
作中の活躍
バトルストーリー
ZAC2044年の戦いで初陣を飾る。仮面騎士団の異名をとる24ゾイド部隊「スケルトン」との共同作戦で追跡したプテラス全機を荷電粒子砲の一撃によって全滅させた。
その後もトビー機の猛威は衰えることなく、続いてゴジュラス駐屯地の十数機のゴジュラス部隊を単機で全滅させた。この際に共和国基地は自爆に踏み切ったものの、デスザウラーは荷電粒子砲により大地を掘削し両腕を用いて地中を掘り進んだことで脱出に成功している。
その勢いのまま共和国首都に迫ってエリクソン大佐搭乗のウルトラザウルスを撃破し、防衛線を突破。これによって帝国軍の大部隊が殺到し、ヘリック共和国は首都放棄を余儀なくされている。
漫画
『ゾイドバトルコミック』においてはバトルストーリー同様、トビー・ダンカンの乗機として活躍した。

### 局地戦仕様
| デスザウラー 局地戦仕様 | デスザウラー 局地戦仕様                                   |
| ----------------------- | --------------------------------------------------------- |
| 所属                    | ゼネバス帝国                                              |
| 分類                    | 恐竜型                                                    |
| 武装・装備              | 大型熱線ビーム砲 エネルギータンク 放熱板 放熱ラジエーター |

『EPZ-06 デスザウラー』パッケージに登場するバリエーション。頭部に熱線砲を装備し、背部にそのためのエネルギータンクと放熱板を装着したタイプ。ノーマルに比べ重量増加の観点から機動力が低く、熱線ビームも荷電粒子砲に威力は劣るものの破壊対象によって出力がコントロールできた。

### デスザウラー（ゼネバス搭乗機）
| デスザウラー（ゼネバス搭乗機） | デスザウラー（ゼネバス搭乗機） |
| ------------------------------ | ------------------------------ |
| 所属                           | ゼネバス帝国                   |
| 分類                           | 恐竜型                         |
| 主な搭乗者                     | ゼネバス・ムーロア             |

『小学三年生』誌1989年3月号、新ゾイドバトルストーリーに登場。アイアンコングMk-II用ブースターの他に、首の後部分に3対の金色の突起を備えている。固有名称は公式に設定されていない。
作中の活躍
ZAC2051年3月、ニカイドス島においてゼネバスが搭乗。皇帝直属の親衛隊を率いて暗黒軍のデッドボーダーと交戦するも、G-カノンの一撃で撃破されている。

### デスドッグ
| デスドッグ | デスドッグ                                                                                     |
| ---------- | ---------------------------------------------------------------------------------------------- |
| 所属       | ゼネバス帝国                                                                                   |
| 主な搭乗者 | フランツ・ハルトマン                                                                           |
| 武装       | 大型ビーム砲 / メガビーム砲 ハイパーキラーバイトファング ハイパーキラークロー 加重力衝撃テイル |

ゾイドバトルストーリー3巻に登場。歩行形態を二足歩行から四足歩行に変更し、デスザウラーが行動し難い山岳地帯に対応させた改造機。胸部の大型ビーム砲は、荷電粒子砲には劣るものの大型ゾイドを一撃で破壊する威力を持ち、機動力も向上している。初出は『小学三年生』1988年4月号～5月号。
ゲーム作品で唯一『ゾイド -ZOIDS- 邪神復活!〜ジェノブレイカー編〜』に登場する。
作中の活躍
ZAC2046年8月、ヘリック大統領殺害を目論むフランツ・ハルトマン大尉が持ち出し、手薄になっていた共和国軍の総司令部を奇襲により全滅させる。その後、総司令部に戻ってきたヘリック大統領専用改造ゾイドのケンタウロスと交戦。ケンタウロスの砲撃をかわすほどのスピードで格闘戦に持ち込み、体勢の低さで格闘戦を有利に進め追い詰めたものの、ケンタウロスに搭乗していたヘリック親衛隊のローザ・ラウリの活躍によってヘリック殺害を果たせず、機体はケンタウロス共々大破した。ただし、フランツは無事に脱出させている。

### デスバード
| デスバード DEATH BIRD | デスバード DEATH BIRD                                                   |
| --------------------- | ----------------------------------------------------------------------- |
| 所属                  | ゼネバス帝国（空軍）                                                    |
| 武装・装備            | 空対地ミサイル 上部四連ミサイルポッド 可変後退翼 メインジェットエンジン |

ゾイドバトルストーリー4巻に登場した重爆撃タイプのデスザウラー。共和国軍の新型ゾイド開発研究所を爆撃するためにゼネバス皇帝の命令で開発された機体で、開発者のマイケル・ホバートはサラマンダー以上の巨人機開発を願っていたが、時間的な制約からやむなくデスザウラーベースの改造機として本機がロールアウトした。
ゼネバス帝国軍では唯一の超大型重爆撃機としてただ1機存在する機体。デスザウラーから腕を取り除き、背中に主翼・尾先に水平尾翼・垂直尾翼を取り付けている。3万mの高度を超音速で飛行して戦略爆撃を行えるだけでなく、全身に搭載した火器によって空中戦でも強力無比なゾイドである。搭載する自動飛行コンピュータにより予め入力されたデータに従って中央山脈の険しい地形を縫うように低空飛行することが可能。また、敵のレーダーに対抗する強力な妨害電波発生装置も搭載している。
初出は『小学三年生』1988年7月号。
武装・装備
空対地ミサイル
腹部に装備する地上攻撃用の熱感知方式大型ミサイルで、高空から地上の目標を精密に攻撃できる命中率を誇る。同じ場所に小型ミサイルを装備する場合もある。さらに、腹部には爆弾槽を有する。
上部四連ミサイルポッド
空中戦での敵機を攻撃に使用される小型誘導ミサイルで、プテラス程度のゾイドを一撃で撃破可能な威力を有する。装備箇所は背部（荷電粒子インテークファン上）だが、非使用時は格納される。
可変後退翼
デスバードの主翼。コンピュータ制御によって飛行状態に合わせて角度を変更できる可変翼であり、これにより低空を高速で進入することが可能。後述の共和国研究所空爆作戦では、高度90mで中央山脈を越えている。
メインジェットエンジン
デスバードの飛行時における推進器。原型となったアイアンコングMk-IIのジェットパックより非常に強力な新型ジェットエンジンを2基搭載している。
その他
頭部や背部などから複数のビーム砲を使用する描写がみられるが、詳細は不明。
作中の活躍
ZAC2048年1月の共和国研究所爆撃に使用される。マッハ2の全速で飛行し、同施設への爆撃を敢行。その後高高度へ離脱し、迎撃に来たプテラスを撃破した。
学年誌版ストーリーではゴーレム飛行タイプを輸送するが、同シーンは『ゾイドバトルストーリー4』掲載分において高々度偵察機と改められている。

### デスシャドー
| デスシャドー DEATH SHADOW | デスシャドー DEATH SHADOW                                               |
| ------------------------- | ----------------------------------------------------------------------- |
| 所属                      | ゼネバス帝国（陸軍）                                                    |
| 武装・装備                | イエローフラッシュ装置 ショットビーム（ビームガン） 電磁剣 パワーハンド |

ゾイドバトルストーリー4巻に登場。帝国軍の技術将校マイケル・ホバート少佐が陸軍のために改造した特殊タイプのデスザウラー。追撃タイプとも呼ばれており、敵を黄色い光でマーキングするイエローフラッシュ装置を最大の武器としている。この光線を浴びると決して消えない電波が発生するため、デスシャドーだけがそれを探知して追跡できる。
この機体の初出となる『小学三年生』誌1988年8月号や同誌1988年12月号付録カードにおいては「デスソルジャー」と呼称されていた。
武装・装備
ショットビーム
毎秒6発の連射が可能な手持ち式のパルス型ビーム砲（ビームガンと呼ぶ記述もある）で、プテラスなら1連射で撃破可能。有効射程は10kmで、飛行中のサラマンダーも撃墜した。
電磁剣（でんじソード）
右腕に装着（手持ちではない）する武器で、改造サラマンダーを水平に一刀両断する切れ味を誇る剣。
パワーハンド
両手はアイアンコングの手を改造したもので、森林の木々の枝をつたって移動できるほどの握力と、様々な武器（電磁剣、ビームガン、手持ちミサイル、手榴弾など）を使用可能な器用さがある。
作中の活躍
ZAC2048年1月、デスバード基地を襲撃してきた共和国空挺部隊に反撃。指揮官ロバーツ大佐の乗る改造機ガブリエーレ、随伴のアロザウラー隊、輸送用のランフォリンクス、そして生存者救援に来たサラマンダーなどを単機でことごとく全滅させた。

### デスファイター
| デスファイター | デスファイター                                                                                       |
| -------------- | --- |
| 所属           | ゼネバス帝国・首都防衛隊                                                                             |
| 分類           | 恐竜型                                                                                               |
| 主な搭乗者     | マイケル・ホバート                                                                                   |
| 武装・装備     | 荷電粒子砲 エクスカリバー ダブルガン ハンドミサイル 高機動ウイング ショルダーホバー レーダーウイング |

ゾイドバトルストーリー4巻に登場する改造デスザウラー。開発は帝国軍の技術将校マイケル・ホバート少佐で、「デスザウラー決戦タイプ」「最終改造タイプ」とも呼ばれる。
ノーマルデスザウラー（内部機構が赤・装甲が黒）とは逆に、内部機構が黒・外装部が赤のカラーリングであり、腕と脚は通常型より延長されている。パワー出力も強化されており、肩に追加されたショルダーホバーによる素早いホバー移動が可能。大型の銃・剣・ミサイルなどが追加されており、遠距離・近距離・対空など全方位で武装が強化されている。
初出は『小学三年生』1988年11月号。
武装・装備
荷電粒子砲
従来のデスザウラー同様に口腔からの荷電粒子砲を最大の武器としている。
エクスカリバー
デスファイターのみが使用できる巨大な電磁剣（でんじソード）。片手剣として振り回し、敵ゾイドを一撃で斬り倒せる切れ味を誇る。刀身の材質を超合金とする記述もある。
ダブルガン
ビームキャノン砲と大型誘導ミサイルを組み合わせた大型ライフル。遠距離攻撃に用いる武器で、命中精度も優れる。銃のように手持ちで使用するが、背部に装着することも可能。
ハンドミサイル
左腕に装備する2発の熱追尾式大型対空ミサイル。
高機動ウイング
アイアンコングMk-IIなどが装備しているウイングとブースターを背部に搭載。姿勢制御用バーニアノズルの働きで、どんな体勢からでも次の攻撃姿勢に移行することができる。
ショルダーホバー
両肩に装備する巨大な浮上装置。ジェット噴射を推力として、大重量の本機も素早く滑空移動させることができる。
作中の活躍
ゼネバス帝国占領下のヘリック共和国首都防衛のために開発され、首都防衛隊に配備される。ZAC2048年12月、開発者のホバート少佐自身が搭乗し、首都奪還を目指して進撃してきたマッドサンダーと交戦。しかし、必殺のエクスカリバーと荷電粒子砲が両方とも防がれ、マグネーザーで胸部を貫かれて撃破された。

### デスクロス
| デスクロス | デスクロス         |
| ---------- | ------------------ |
| 所属       | ゼネバス帝国       |
| 分類       | 恐竜型             |
| 主な搭乗者 | ゼネバス・ムーロア |

『小学二年生』1989年2月号および3月号にかけて登場した超金属Gメタルの装甲をもつ黄金のデスザウラー。背中にある飛行ウイングは着脱式のブーメランになる。ライジャーが共和国軍から奪取した「サイバーディスク」を元に、マッドサンダーの性能と弱点を研究し開発された。
バトルストーリーではゼネバス皇帝自らが搭乗し、もう一つの改造デスザウラーであるデストゲラーと共に、帝国首都でマッドサンダーと対決。ブーメランでマッドサンダーのマグネーザーとサンダーホーンをへし曲げ、さらにマグネーザーを持って頭上高く持ち上げ左右に引き裂こうとするほどのパワーを見せた。しかし、再生能力を持っていたマグネーザーに首を挟まれ、そのまま締め付けられて首を切られ敗北した。頭部には脱出ロケットが仕込まれており、ぜネバス皇帝は逃走するが、乱入してきた暗黒軍のデッド・ボーダーに槍で突き刺されてしまう。

### デストゲラー
| デストゲラー | デストゲラー |
| ------------ | ------------ |
| 所属         | ゼネバス帝国 |
| 分類         | 恐竜型       |

バトルストーリーに登場した改造機。漆黒のボディ全体に鋭角な棘を生やしている。体を丸めてアルマジロのように転ることができる。都市戦用の機体であり、装甲の棘によって体当たり攻撃やビル破壊を行う。また、棘にはあらゆる金属を溶解させる毒が仕込まれている。
初出は『小学二年生』1989年2月号。
作中の活躍
帝国首都でデスクロスと共にマッドサンダーに襲いかかった。回転体当たりをしかけるが、紙一重で避けられマグネーザーに貫かれた。

### ビッグハンド
| ビッグハンド | ビッグハンド              |
| ------------ | ------------------------- |
| 所属         | ゼネバス帝国 ガイロス帝国 |
| 分類         | 恐竜型                    |

両腕が強力な磁石になっており、その磁力で小型ゾイドを吸い寄せて、万力のように潰してしまう「捕獲粉砕タイプ」の改造デスザウラー。
初出は『小学三年生』1988年12月号。同誌掲載ストーリーにおいては共和国首都での戦いで登場し、両腕で改造マッドサンダー・バックアタッカーのマグネーザーを抑え、僚機のノーマルデスザウラーで背面を攻撃する連携を見せたが、この僚機がミサイルによって撃破されたあと、本機もバックアタッカーのマグネーザー水平斬りを腹部に受け撃破されている。

### デスクラッシャー
| デスクラッシャー | デスクラッシャー |
| ---------------- | ---------------- |
| 所属             | ガイロス帝国     |
| 分類             | 恐竜型           |

『小学二年生』1989年7月号に掲載された暗黒軍仕様の改造デスザウラー。すべての部品が通常の2倍になっているという設定で「超巨大ゾイド」と記されている。
機体カラーは黒と緑。右手の手首から先は「パワーハンド」に改造されており、ゴジュラスの胴を握りつぶすほどの大きさになっている。
登場エピソードでは共和国軍を急襲、ゴジュラスを踏み潰したが、最新鋭のガンブラスターのハイパーローリングキャノンで撃破された。

### デスウイング
| デスウイング | デスウイング              |
| ------------ | ------------------------- |
| 所属         | ゼネバス帝国 ガイロス帝国 |
| 分類         | 恐竜型                    |

バトルストーリーに登場した改造機。背部にアイアンコングMk-IIと同様の高機動ブースターパックと、折り畳み式の翼を装備している。通常機同様の陸戦に加え、翼を展開することで飛行を可能としている。デスウイングのあげた戦果が、後のギル・ベイダーの開発に繋がることになる。
初出は『小学一年生』1989年1月号。
作中の活躍
吹雪の舞う厳冬期の戦いで活躍。緒戦でディバイソンを撃破し、その後マッドサンダーとの交戦に移行する。マグネーザーによる突撃を敢行するマッドサンダーに対し、デスウイングは翼を展開することで攻撃を回避。上空から荷電粒子砲を発射し、マッドサンダーの背部にダメージを与えることで行動不能に追い込む。だが、その後救援に駆けつけたレイノスに不意を突かれ、翼を損壊。墜落し大破した。

### デスエイリアン
| デスエイリアン | デスエイリアン |
| -------------- | -------------- |
| 所属           | ガイロス帝国   |
| 分類           | 恐竜型         |

ガイロス帝国（暗黒軍）が作り上げた改造デスザウラー。延長された手脚と後頭部に突起を持つ。後頭部の巨大な角から暗黒粒子を吸収し、それを口から撃ち出す（暗黒粒子砲）ことが可能。また、白兵戦では素早い動きで敵の前に立ち塞がり、巨大な斧（レーザーアックス）で叩き切る。
作中の活躍
ZAC2051年に暗黒大陸に上陸した共和国軍を迎撃。飛び立とうとしていたマッドフライと交戦し、主翼をレーザーアックスで叩き切って撃破した。
時期不明のエピソードではウルトラザウルスと交戦し、暗黒粒子砲で撃破している。

### デスキャタピラ
| デスキャタピラ | デスキャタピラ |
| -------------- | -------------- |
| 所属           | ガイロス帝国   |
| 分類           | 恐竜型         |

『小学三年生』1989年8月号掲載。暗黒軍による改造機。
アイアンコングの腕を改造したアームに四つ指マニピュレーターを備えた両腕を持ち、脚部は大型キャタピラ（無限軌道）となっており森林を高速移動できる。追加武器は、マニピュレーターに内蔵したビーム砲、右肩のハイブリッドバルカン砲、左肩の大型ビームランチャーなど。カラーリングは黒と緑。
ハウンドソルジャーにクロスソーダーで刺し貫かれて撃破された。

### デスタンク
| デスタンク | デスタンク   |
| ---------- | ------------ |
| 所属       | ガイロス帝国 |
| 分類       | 恐竜型       |

『小学一年生』1990年6月号掲載。武器は、右肩に6連装ミサイルランチャー、左肩に大型ビームランチャーが追加されている。
待ち伏せで共和国軍のトランスファイター（TFゾイド）部隊をピンチに追い込むが、沼地に誘導されて動きを封じられたところを、隠れていたゴッドカイザー、応援に駆けつけたバトルクーガー、そしてTFゾイドに撃破されてしまう。

### デスデプス
| デスデプス | デスデプス   |
| ---------- | ------------ |
| 所属       | ガイロス帝国 |
| 分類       | 恐竜型       |

『小学二年生』1990年8月号に掲載された水中戦仕様のデスザウラー。頭部が球状の透明カプセルで覆われている。
ウルトラザウルスが率いていた共和国艦隊を襲い、海中基地へ潜入。そこでオルディオスマリーンに迎撃を受ける。オルディオスマリーンのアームで深海へと引き摺り込まれ、耐圧強度で劣るデスデプスは圧壊した。

### ギル・ザウラー
| ギル・ザウラー | ギル・ザウラー |
| -------------- | -------------- |
| 所属           | ガイロス帝国   |
| 分類           | 恐竜型         |
| 搭乗者         | ガイロス皇帝   |

『小学三年生』1991年3月号に掲載されたガイロス皇帝専用の改造機。
赤い部分は紫に塗装され、背部にギルベイダーの主翼とビームスマッシャーを装備し、右腕にビームサーベル、左腕にダークホーンのハイブリッドバルカンを持つ。手の甲がアイアンコングのもので、各部にガンブラスターの棘も備える。
ガトリングで近接する共和国ゾイドを一掃したあと、キングゴジュラスに最終決戦を挑む。ギルベイダーから引き継いだ機動性でキングゴジュラスを翻弄し、ビームサーベルで胸部にダメージを負わせる。続けてビームスマッシャーによりキングゴジュラスの尻尾を切断するなど追い込むが、最終的には近接したところをジャンプによって捕獲され、至近距離にスーパーサウンドブラスターを受け敗れ去っている。

### デスザウラー（復活実験機）
西方大陸オリンポス山の古代遺跡で復活を試みられていた機体。下半身を持たず、胸部の剥き出しのゾイドコアと、機体と古代遺跡を繋ぐ無数のパイプチューブを有する。後にガイロス帝国首都に配備された機体とはカラーリングが異なる。
ハルフォード中佐が搭乗するシールドライガーが接近した際に、パイロットを乗せないまま防衛本能によって稼働。古代遺跡の装置からエネルギーを得て共和国高速部隊と護衛の帝国ゾイドを次々と破壊した。また、発射した荷電粒子砲はオリンポス山山頂から麓までを走り、地形を変化させる威力を見せた。未完成ゆえに制御装置が組み込まれていなかったことから、放った荷電粒子砲の負荷に耐え切れず自己崩壊を誘発。最後にはハルフォード大佐の駆るシールドライガーの捨て身の攻撃をゾイドコアに受け、分子崩壊を起こし古代遺跡ごと消滅していった。 

### デスザウラー・ツインゼネバス
商品化されなかったカスタマイズパーツのアイデアスケッチの一つ。荷電粒子砲連射時のタイムラグを埋めるため、両肩にも荷電粒子砲を装備しており、合計3門もの荷電粒子砲を持つ。ゼネバス帝国の滅亡によって日の目を見ることは無かった幻のデスザウラー。 

### デスギドラ
学年誌『小学四年生』の記事「ゾイド改造塾」に掲載された改造作例。特撮映画のゴジラシリーズに登場する怪獣キングギドラのように、首から上が3つある三つ首のデスザウラー。3つの口から同時に荷電粒子砲らしきビームを発射する写真が掲載されている。全身のカラーと胴体と尾は通常のデスザウラーと同じであるが、両手はなく、通常の両足のうしろに足が左右1本ずつ追加され、4足歩行の機体に改造されている。バトルストーリーには登場していない。 

### メガデスザウラー
| メガデスザウラー | メガデスザウラー |
| ---------------- | ---------------- |
| 所属             | Zi-ARMS          |
| 分類             | 恐竜型           |

古代虎編において、軍事企業Zi-ARMSによって開発されたデスザウラーの強化型。同社の最終兵器である。
アイアンコングPKのハイマニューバーブースターパックと2連装パルスレーザーガン、そして強化された荷電粒子吸入ファン（メガザウラーの強制服従回路と同じ形状）が追加されており、荷電粒子砲を照射しながら新しい吸入ファンで次弾発射準備ができるため、理論上ではあるが無限に大口径荷電粒子砲を放出し続けることが出来る。それでも、マッドサンダーやゴジュラスギガなどに対して不安要素が残ったため、伝説の古代虎3体のゾイドコアを本機に搭載することでパワーを向上させた「完全体」にすることを画策し、ZOITECに対して軍事行動を起こす。カラーリングは通常のデスザウラーに準ずる。
なお、海外版のゾイドフューザーズの資料集によれば、「USZ-032メガデスザウラー」という名称で2003年7月にキット化する予定があった。
作中の活躍
ホエールキング上で行われたレイズタイガーとブラストルタイガーの闘いの最中に出撃し、レイズタイガーを捕獲しようとする。しかし、その直後に現れたワイツタイガーにより古代虎3体が共鳴、味方であるブラストルタイガーを含めた3体の圧倒的な攻撃で致命傷を負い、自ら荷電粒子砲でホエールキングを撃ち抜いたため古代虎共々墜落した。

### メガザウラー
| メガザウラー | メガザウラー |
| ------------ | --- |
| 分類         | 恐竜型 |
| 武装・装備   | 荷電粒子砲（BC-ECP CANNON） 荷電粒子砲（MEGA DS FPS） 小口径対地レーザー機銃 TEZ20mmリニアレーザーガン AEZ20mmデスビームガン キラーバイトファング 加重力衝撃テイル |
| 主な搭乗者   | スクード（VS.III） |

ZOIDS VS.シリーズの『II』と『III』に登場するデスザウラー強化型。
キメラテクノロジーを応用した改造機で、体内に複数埋め込まれた人工ゾイドコアとの合成拒絶反応をエネルギーとして取り出している。その強大なエネルギーは制御困難であり、尾の付け根部分に強制服従回路（別名、拘束装甲）という特殊な装置が取り付けられている。起動したメガザウラーは、新陳代謝として荷電粒子ビームを放出し続けながら活動しなくてはならない。
作中の活躍
『II』では、攻略本にも登場しない隠し機体であり、隠しコマンドの入力で登場させることができる。同作のブラッディデスザウラーを上回るステータスを誇り、前述の設定を反映させてか、荷電粒子砲を「歩きながらチャージ時間なしで連続発射する」という能力を有している（武器のセッティングとしては、普通の荷電粒子砲（BC-ECP CANNON）と別にメガザウラー専用の荷電粒子砲（MEGA DS FPS）を装備する）。
『III』では、ストーリーモードのラスボスとして登場。主人公のライバルキャラクターが「デスザウラーを進化させた」ものとされている。エンディングムービーでも、倒されたメガザウラーを確認できる。ゲームをSランクでクリアすると、VSモードで使えるゾイドとして追加される。なお、カラーリングの変更もできるので「ブラッディデスザウラー風の赤いメガザウラー」でプレイすることも可能。
その他、カードゲーム『ゾイドカードコロシアム』第7弾にも同機のカードが登場している。

### デスダイバー
『特攻!! ゾイド少年隊』2巻に登場した改造デスザウラー。
死の商人であるギルバート大佐による改造機で、マッドサンダーのマグネーザーを防御できる盾を装備し、翼でもあるウイングソリッドカッターをブーメランのように投げつけ、マッドサンダーを切り裂いた。最終的にはマッドサンダーのローリングサンダーアタックの前に撃破された。

### デスザウラーG
ゲーム『ゾイドバトルコロシアム』にラスボスとして登場した、全身黄金に輝くデスザウラー。
Gコーティングと呼ばれるそれは、光学兵器を反射する上、大気中の荷電粒子を体内に直接取り込むことが可能。かなりの機体性能を誇るものの、その希少性から幻の機体として伝説になっている。

### トライデストロイヤー
| トライデストロイヤー TRY DES-TROYER | トライデストロイヤー TRY DES-TROYER |
| ----------------------------------- | ----------------------------------- |
| 所属                                | ガイロス帝国                        |
| 全長                                | 21.6m                               |
| 全高                                | 11.5m                               |
| 重量                                | 230.0t                              |
| 最高速度                            | 230km/h                             |

『ゾイド改造マニュアル』、『ゾイドバトラー雷牙』に登場。デスザウラーにアイアンコングやデススティンガーのパーツを組みつけた改造機で、背部に装備したデススティンガー部は分離して行動できる。
『ゾイドバトラー雷牙』作中ではバーチャバトルトーナメント前回優勝者である一際強（ひときわつよし）の使用する改造作品として登場した。
初出は『小学五年生』2001年2月号、および『小学六年生』2001年2・3月合併号。

### デスキラーズ
| デスキラーズ DEATH KILLERS | デスキラーズ DEATH KILLERS |
| -------------------------- | -------------------------- |
| 所属                       | ガイロス帝国               |
| 全長                       | 32.4m                      |
| 全高                       | 34.5m                      |
| 重量                       | 435.5t                     |
| 最高速度                   | 80.0km/h                   |

『ゾイド改造マニュアル』、『ゾイドバトラー雷牙』に登場。デスザウラーにアイアンコング用のマニューバスラスターユニットや、ジェノブレイカーのフリーラウンドシールドなどを装備した改造機。
『ゾイドバトラー雷牙』作中では『CP-11 マニューバスラスターユニット』の使用をお題とした改造バトルの作品として、敵キャラの高城が使用した。
初出は『小学四年生』2001年5月号。

### ブラッディデーモン
| ブラッディデーモン | ブラッディデーモン                              |
| ------------------ | ----------------------------------------------- |
| 番号               | EZ-021BD                                        |
| 所属               | ガイロス帝国(鉄竜騎兵団)                        |
| 全長               | 45.6m                                           |
| 全高               | 12.7m                                           |
| 重量               | 422t                                            |
| 最高速度           | 90km/h                                          |
| 主な搭乗者         | ズィグナー・フォイアー フェア・ディーンスト中尉 |

「デスザウラー復活計画」の実験機。その外観はデスザウラーをベースに多連装ミサイルポッドやアイアンコングの両腕やダークホーンのビームガトリングといったパーツで改造を施した前傾姿勢の機体であるが、ゾイドコアはジェノザウラーのものによって代用されている。そのため、コアと機体の適正不良から非常に不安定な機体であるものの、その戦闘力はジェノザウラーを遥かに凌駕する。
重砲撃ゾイド一個大隊に匹敵する火力を持ち、荷電粒子吸入ファンも3つに増築されている。初出は月刊コロコロコミック誌2000年11月号。同年に公募された改造コンテスト「第1回ゾイド全日本ゾイド改造グランプリ」の雑誌作例として掲載された。その後、「ゾイド公式ファンブック2」に掲載。「ゾイド公式ファンブック3」においてバトルストーリーに登場した。
作中の活躍
ZAC2101年8月、ニクス大陸ウィグリド平原の戦いにおいてズィグナー・フォイアー大尉がフェア・ディーンスト中尉の機体を譲り受け、ヴォルフ・ムーロアの危機に際しオーガノイドシステムとインターフェイスを搭載した状態で起動。戦闘の最中に内部回路が焼き付け機体を溶解させながらも閃光師団（レイフォース）を圧倒し、壊滅的な損害を与えた。最終的にレイ・グレッグの急場しのぎ装備のライガーゼロに撃破された。

### デス・メテオ
| デス・メテオ DEATH METEO | デス・メテオ DEATH METEO                                                                                            |
| ------------------------ | --- |
| 所属                     | 帝国軍 |
| 全長                     | 34.6m |
| 全高                     | 25m |
| 重量                     | 410t |
| 最高速度                 | 90km/h |
| 武装                     | 安定荷電粒子砲（大口径荷電粒子砲） ミサイルランチャー レーザー機銃 デスクロー スマッシュテイル キラーバイトファング |
| 主な搭乗者               | ロキ（サイバードライブゾイド） ガルド・クーガル（SAGA II）                                                          |

ゲーム『サイバードライブゾイド 機獣の戦士ヒュウ』、『ZOIDS SAGAII』に登場。攻撃力を強化したデスザウラー実験機。頭部は鼻先に角を備え、穴あきカバーのようなパーツで両目を多い、側面には稼働式の安定板を有する。
顔の両側にある2枚の安定板は荷電粒子砲のエネルギー効率を向上させるための装備で、通常は後部方向に折りたたまれているが、荷電粒子砲発射時は前方に向けて展開する。この武装は安定荷電粒子砲と呼ばれる。また、デスクローと呼ばれる通常機と形状の異なるクローを両腕に装備している。腰にはミサイルランチャーも装備（ゲーム中では単発発射のみ）。他のデスザウラーと異なり、緑色の装甲が印象的である。『SAGAII』のデス・メテオは少しデザインが変わっており、特徴的な安定板が小振りになって両頬に固定（同作ではゾイドの稼働モーション自体が無い）され、通常のデスザウラーに近い黒と赤のボディで登場。
作中の活躍
『サイバードライブゾイド』では、100年前に大戦を終結させるために開発された最凶ゾイドだったが、原因不明の暴走を起こし、敵味方の区別無く破壊を繰り返したため「悪魔」の異名を持つ。最後の敵となるが、主人公らに敗れた後、搭乗者のロキを拒絶して自爆する。
『SAGAII』では、帝国皇族の血を引くガルドが「デスザウラーの進化形態」としてデス・メテオを復活させてラスボスとなる。決戦の序盤では、古代ゾイド人の遺伝子とデスザウラーを制御する因子の組み込まれた少女ユーノが取り込んだ（デス・メテオを倒すと彼女も死ぬ）が、中盤でユーノの特性をコピーしたテラガイストのリバイアスと入れ替わる。この時、同作のストーリーでカギを握っていた新テクノロジーのZOS（ゾイドコア・オーバーロード・システム）も取り込んで一層強化された。しかし、デス・メテオが自らの主人はガルドでは無くゼルであると悟り、最後はリバイアスを排出した後に自爆した。

### デスザウラーVF
| デスザウラーVF | デスザウラーVF |
| -------------- | -------------- |
| 全長           | 31.6m          |
| 重量           | 300.2t         |
| 最高速度       | 335km/h        |

ゲーム『ZOIDS SAGA FUZORS』に登場。ゲームオリジナルゾイドのビクトリーレックスとのユニゾン形態。ビクトリーレックスのパーツがデスザウラーの頭部・肩・背部に合体しており、両肩に「メガデスキャノン」を2門、背部にはクローミサイルを装備している。
火力・防御力共に向上し、重量が通常のデスザウラーと比べ100トン近く軽い。

### ネオ・デスザウラー
| ネオ・デスザウラー NEO DEATH SAURER | ネオ・デスザウラー NEO DEATH SAURER |
| ----------------------------------- | ----------------------------------- |
| 所属                                | ガイロス帝国                        |
| 全長                                | 32.4m                               |
| 全高                                | 34.5m                               |
| 重量                                | 435t 480t                           |
| 最高速度                            | 80km/h                              |

「ゾイドバトルカードゲーム」、『ZOIDS改造マニュアル』にて登場した改造デスザウラー。レッドホーン、レドラー、ヘルディガンナー、アイアンコング、ゴルドス、シールドライガー、ゴジュラス、コマンドウルフ、カノントータスのパーツで重武装化がなされている。
初出は『小学四年生』2000年1月号。同誌掲載時では「新デスザウラー」と呼称されていた。一方で、「デスザウラー完全武装仕様」と記述した資料も見られる。

### ネオデスザウラー（ゾイドウォーズ登場機）
『小学三年生』誌や『ゾイド改造マニュアル』掲載ストーリー「ゾイドウォーズ」においては前述のネオ・デスザウラーとは同名の別機体が登場。こちらでは首部にアイアンコングのバックパックとハイマニューバスラスターを増設し、喉部にはTEZ20mmリニアレーザーガンを取り付けている。
キラージェノブレイカーとジェノユナイトを引き連れて共和国軍と交戦かるが、ライガーゼロ部隊によってジェノユナイトを、立て続けにキラージェノブレイカーを撃破され、敗退後はバーサークフューラーの支援を受けて挽回を試みる。その後、アイアンクローを爪部や頭部に装備したタイプに改装され、再びライガーゼロ部隊と交戦するが、ライガーゼロ各形態4機の集中攻撃を受け爆散炎上した（なお、この際の爆発でバーサークフューラーはバスタークロー1本を残し消滅。ネオデスザウラーとともに撃墜されたのか、途中で戦線離脱したのかは謎とされている。）。